# Rourea latifoliolata
Rourea latifoliolata är en tvåhjärtbladig växtart som beskrevs av Standley & L. C. Williams. Rourea latifoliolata ingår i släktet Rourea och familjen Connaraceae. Inga underarter finns listade i Catalogue of Life.